# Gordon (nome)
Gordon  è un nome proprio di persona inglese e gaelico scozzese maschile.

## Varianti
- Inglese: Gorden[1]
  - Ipocoristici: Gordy[1], Gordie[1], Gord[1]

## Origine e diffusione
Riprende un cognome scozzese, a sua volta derivato da un toponimo il cui significato era "forte spazioso"; era in origine imposto in onore del generale britannico Charles George Gordon, che morì durante l'assedio di Khartoum.
Non va confuso coi nomi Gordan e Gordiano, a cui non è correlato.

## Onomastico
Il nome è adespota, ovvero non è portato da alcun santo, pertanto l'onomastico ricade il  1º novembre, giorno di Ognissanti.

## Persone

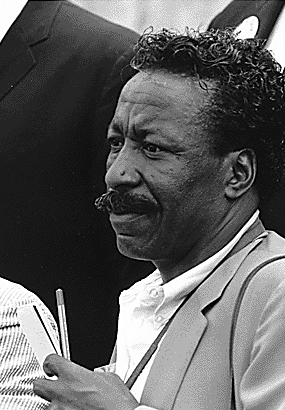
Gordon Parks

- Gordon Banks, calciatore britannico
- Gordon Brown, politico britannico
- Gordon Douglas, regista statunitense
- Gordon Fullerton, astronauta, ingegnere e militare statunitense
- Gordon Gano, musicista statunitense
- Gordon Jackson, attore scozzese
- Gordon Jacob, compositore britannico
- Gordon Lightfoot, cantautore canadese
- Gordon Parks, regista, sceneggiatore e attore statunitense
- Gordon Ramsay, cuoco britannico
- Gordon Scott, attore statunitense
- Gordon Thomson, attore statunitense

## Il nome nelle arti
- Gordon Bullit è un personaggio della serie televisiva The O.C..
- Gordon Cole è un personaggio della serie televisiva I segreti di Twin Peaks.
- Gordon Clark è un personaggio della serie televisiva Halt and Catch Fire.
- Gordon Deitrich è un personaggio del fumetto V for Vendetta e del film del 2005 da esso tratto V per Vendetta, diretto da James McTeigue.
- Gordon Freeman è un personaggio del videogioco Half-Life.
- Gordon Gekko è un personaggio dei film Wall Street e Wall Street: il denaro non dorme mai, diretti da Oliver Stone.
- Gordon Russell è uno pseudonimo collettivo usato da Vanna De Angelis e Dario Battaglia.